# Classe King George V (1911)
Pour les autres classes de navires du même nom, voir Classe King George V.
La classe King George V est une classe de cuirassés Super-dreadnought de la Royal Navy qui furent construits juste avant la Première Guerre mondiale. Un autre cuirassé mis en service en 1940 porte ce nom, le HMS King George V.

## Conception
Construits juste après les navires de la classe Orion ils en dérivaient étroitement. Leur déplacement était légèrement supérieur à ces derniers, ils utilisaient les mêmes canons de 343 mm Mark V, mais tiraient des obus plus lourds, de 1 400 livres contre 1 250. Leur artillerie secondaire avait aussi été repensée, pour mieux protéger le secteur avant contre l'attaque de navires torpilleurs. Le blindage avait été revu, ainsi que la protection sous-marine, mais cela ne suffit pas à sauver le HMS Audacious quand il toucha une mine.
Autres améliorations, la révision des mâts et superstructures, et des machines conçues pour donner un nœud de plus que les bâtiments de la classe Orion, ce qui, dans la pratique, ne leur servit qu'à garder plus facilement la place dans la formation. Ils furent assez fraîchement accueillis par l'opinion publique et la presse britannique, qui attendaient plutôt une version très améliorée des Orions, en particulier une artillerie secondaire, dotée de 152 millimètres, laquelle ne fut adoptée qu'avec les Iron Duke suivants. Ils furent néanmoins de bons navires, appréciés lors de leur vie opérationnelle.

## Navires de la classe
| Nom               | Chantier naval      | Mise en chantier | Lancement         | Mise en service | Démolition                                             | Photo |
| ----------------- | ------------------- | ---------------- | ----------------- | --------------- | ------------------------------------------------------ | ----- |
| HMS King George V | Portsmouth Dockyard | janvier 1911     | 9 octobre 1911    | octobre 1912    | vendu à la démolition en décembre 1926                 |       |
| HMS Centurion     | Portsmouth Dockyard | janvier 1911     | 18 novembre 1911  | février 1913    | utilisé comme brise-lame Mulbery en 1944               |       |
| HMS Audacious     | Cammell Laird       | mars 1911        | 14 septembre 1912 | août 1913       | coule le 27 octobre 1914, après avoir touché une mine. |       |
| HMS Ajax          | Scotts Shipbuilding | février 1911     | 21 mars 1912      | mai 1913        | Démoli en 1926                                         |       |